# Wendlinger Kurve
| Streckennummer (DB): | 4614                 |                    |                    |
| Streckenlänge: | 1,3/1,6 km           |                    |                    |
| Spurweite: | 1435 mm (Normalspur) |                    |                    |
| Streckenklasse: | D4                   |                    |                    |
| Stromsystem: | 15 kV, 16,7 Hz ~     |                    |                    |
| Maximale Neigung: | 28 ‰                 |                    |                    |
| Minimaler Radius: | 275 m                |                    |                    |
| Streckengeschwindigkeit: | 80 km/h              |                    |                    |
| Zweigleisigkeit: | durchgehend          |                    |                    |
| |                      |                    |                    |
| \| \| \| von Stuttgart \| \| \| \| 0,0 \| Abzw Neckartal \| Abzw Neckartal \| \| \| \| nach Ulm \| \| \| \| \| \| \| \| \| \| von Plochingen \| \| \| \| \| Oberboihingen Abzw \| \| \| \| \| nach Immendingen \| \| \| \| \| \| \| \| Quellen: [2] \| \| \| \| |                      |                    |                    |
| Strecke (außer Betrieb) |                      | von Stuttgart      | von Stuttgart      |
| Blockstelle (Strecke außer Betrieb) | 0,0                  | Abzw Neckartal     | Abzw Neckartal     |
| Abzweig geradeaus und nach links (Strecke außer Betrieb) |                      | nach Ulm           | nach Ulm           |
| Tunnel (Strecke außer Betrieb) |                      |                    |                    |
| Abzweig ehemals geradeaus und von rechts |                      | von Plochingen     | von Plochingen     |
| Blockstelle |                      | Oberboihingen Abzw | Oberboihingen Abzw |
| Strecke |                      | nach Immendingen   | nach Immendingen   |
| |                      |                    |                    |
| Quellen: |                      |                    |                    |

Die Wendlinger Kurve ist eine im Bau befindliche Verbindungskurve zwischen der Schnellfahrstrecke Wendlingen–Ulm und der Bahnstrecke Plochingen–Immendingen bei Wendlingen, die im Zuge des Projekts Stuttgart 21 errichtet wird. Die ursprünglich geplante Minimallösung sah eine eingleisige Strecke mit dem Tunnel Oberboihingen vor, benannt als Kleine Wendlinger Kurve. Der tatsächliche Ausbau erfolgt nun zusätzlich mit einem zweiten, östlich verlaufenden Gleis, der Großen Wendlinger Kurve, die durch den Tunnel Wendlingen geführt wird. Die Strecke soll ab Juli 2026 mit aktiver Leit- und Sicherungstechnik befahren werden können. Die feierliche, kommerzielle Eröffnung ist, als Teil von Stuttgart 21, für Dezember 2026 geplant.

## Lage und Verlauf

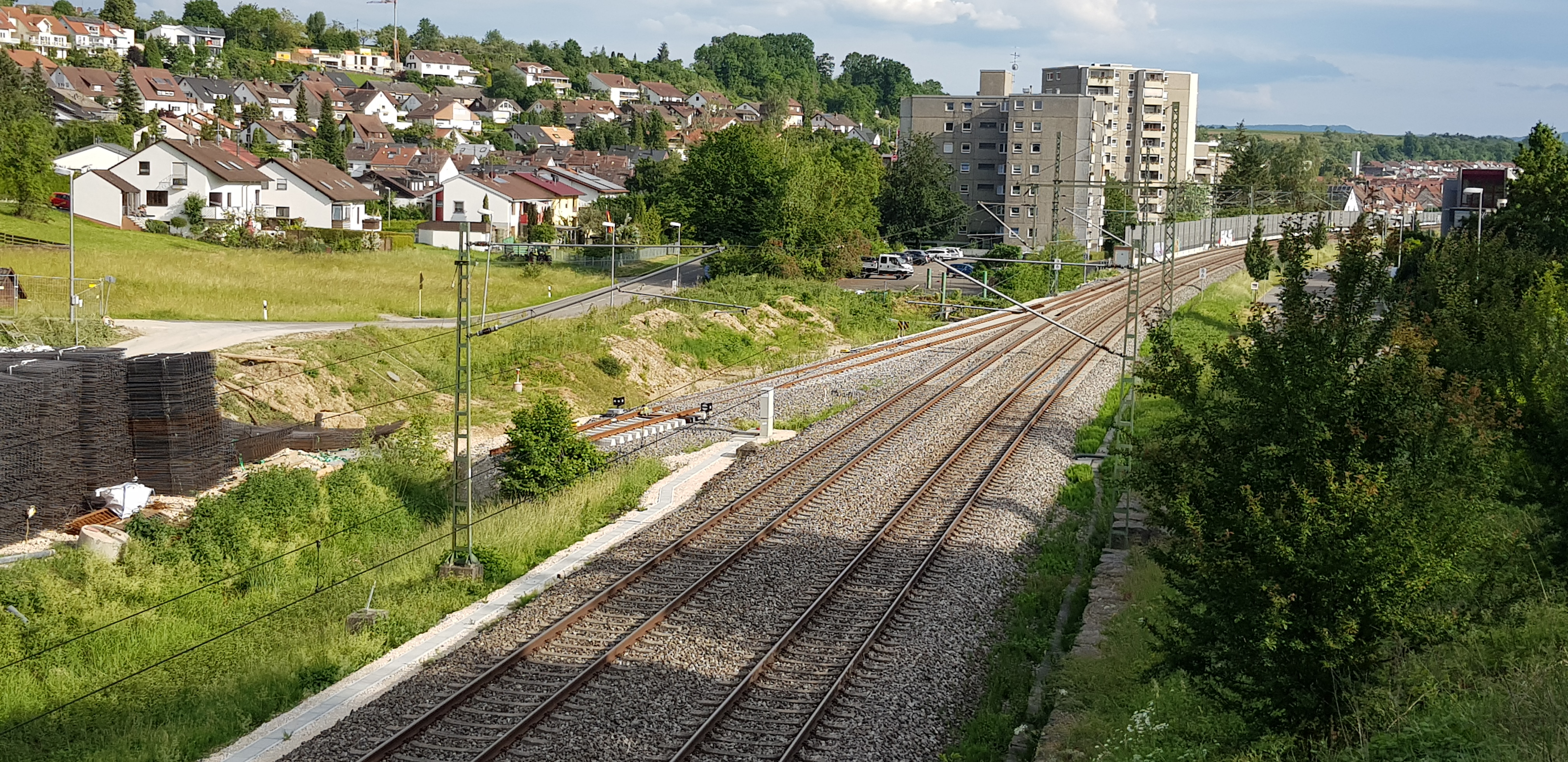
Südliches Streckenende der Kleinen Wendlinger Kurve (von links einfädelndes Gleis), Blick Richtung Süden nach Oberboihingen (Bauzustand Mai 2020)

Die beiden Verbindungskurven liegen südlich von Wendlingen am Neckar. Die Trasse fädelt in südöstlicher Richtung, vor dem Albvorlandtunnel, von Stuttgart kommend aus der Richtung Ulm verlaufenden Neubaustrecke aus und fädelt an der Abzweigstelle Oberboihingen in südlicher Richtung in die Strecke Richtung Immendingen ein. Die Trasse beschreibt dabei in Richtung Immendingen zunächst eine Rechtskurve, die in eine Linkskurve übergeht. Nördlich der Kurve verläuft mit der so genannten Güterzuganbindung eine Kurve in südöstlicher Richtung, aus der von Plochingen kommende Güterzüge Richtung Ulm (und umgekehrt) verkehren sollen.

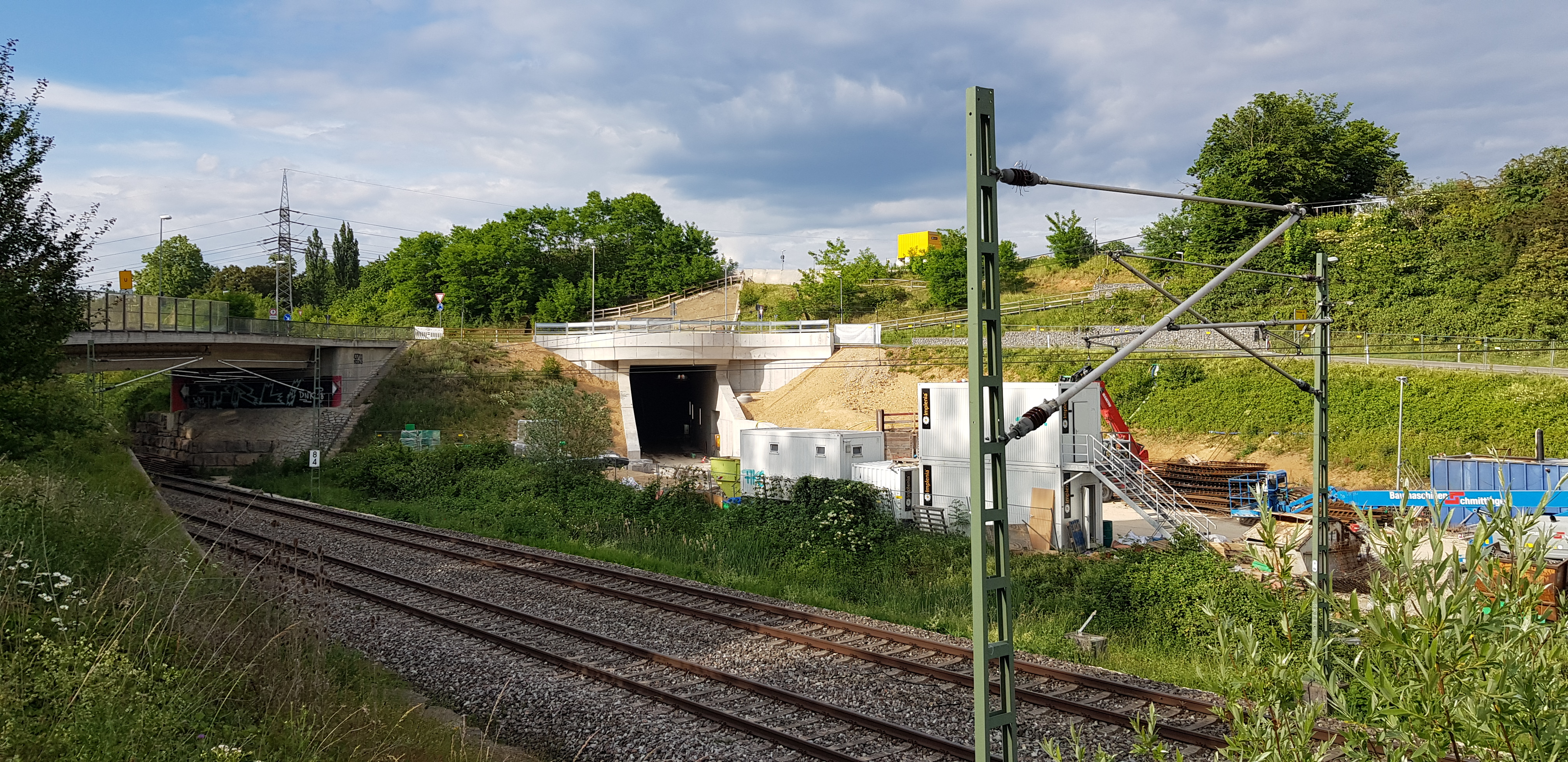
Südportal des Tunnels Oberboihingen (Bauzustand Mai 2020), Blick Richtung Norden

Für die Kleine Wendlinger Kurve war der Bau eines 494 Meter (nach anderer Quelle 492 Meter) langen Tunnels erforderlich.
An einen 383,5 Meter langen, bergmännisch zu erstellenden Abschnitt schließen sich beidseits rund 55 Meter lange Abschnitte in offener Bauweise an. Die Überdeckung liegt zwischen 4,5 Meter und rund 11 Meter.
Die Kurve ist mit bis zu 28 ‰ Neigung trassiert und weist einen Mindestradius von 275 Meter auf. Sie darf von konventionellen Zügen mit 80 km/h, mit Neigetechnik-Zügen mit maximal 100 km/h befahren werden. Der Regelblockabstand soll 482 Meter betragen.
Die Große Wendlinger Kurve ist rund 1,6 km lang und beinhaltet einen rund 660 m langen Tunnel, der die Schnellbahnstrecke unterquert und ein kreuzungsfreies Einfädeln in Richtung Stuttgart erlaubt.

## Geschichte

### Planung und Variantendiskussion

#### Machbarkeitsstudie
Obwohl bereits im Bereich der Neubaustrecke Wendlingen–Ulm gelegen, ist die Verbindungskurve Teil des Projekts Stuttgart 21. Bereits in der Anfang 1995 vorgelegten Machbarkeitsstudie des Projekts Stuttgart 21 war eine Anbindung der Neubaustrecke in südwestlicher Richtung an die Strecke Richtung Immendingen vorgesehen. Im Rahmen der Machbarkeitsstudie wurde die Kurve bereits als Kleine Wendlinger Kurve bezeichnet. Für diese Anbindung waren in der Machbarkeitsstudie Kosten von 184 Millionen DM (160 Millionen DM zuzüglich 15 Prozent Planungskosten) angesetzt. Eine Planungsvariante sah vor, die Züge aus Richtung Rottweil ab Horb über Tübingen und von dort südlich an Reutlingen vorbei auf einer Neubaustrecke direkt zum Flughafen zu führen. Auch Mitte 1996 bestand die Kurve als Option. Nach dem Planungsstand von 1996 sollte die Wendlinger Kurve westlich des Neckars von der Richtung Ulm führenden Neubaustrecke abzweigen, den Neckar in südlicher Richtung überqueren und schließlich die Strecke nach Immendingen einmünden.

#### Raumordnungsverfahren
Die Anbindung der Neubaustrecke an die Bahnstrecke Plochingen–Immendingen mittels einer Kleinen Wendlinger Kurve sowie eines Bahnhofs im Neckartal war eine von acht Planungsempfehlungen in der raumordnerischen Beurteilung der Neubaustrecke Wendlingen–Ulm von September 1995. Darin wird auch eine eventuelle Weiterführung von S-Bahnen vom Flughafen Stuttgart Richtung Reutlingen/Tübingen erwähnt.
Im Rahmen des im Dezember 1996 eingeleiteten Raumordnungsverfahrens für Stuttgart 21 war die eingleisige, nun höhengleich geplante Trasse bereits fest enthalten. Die Kleine Wendlinger Kurve sollte vor der Neckarquerung eingleisig aus der Neubaustrecke Richtung Ulm abzweigen, den Neckar auf einer etwa 260 Meter langen Brücke überqueren und in einem Bogen durch die Fabrikanlage Otto geführt und etwa 450 Meter südlich der Autobahn in die Bahnstrecke Plochingen–Immendingen eingeführt werden. Dazu sollten unter anderem mehrere denkmalgeschützte Gebäude der Firma Otto abgerissen und ein Landschaftsschutzgebiet durchfahren werden. Die Baukosten wurden mit etwa 55 Millionen DM beziffert.
Im Raumordnungsverfahren wurden zwei Varianten einer Wendlinger Kurve und zwei Varianten eines Bahnhofs im Neckartal untersucht. Die Wendlinger Kurve wurde im Ergebnis des Verfahrens nach Osten verschoben – nach dem Bahnsteigende eines Bahnhofs im Neckartal – und in dieser Form im September 1997 als raumverträglich eingestuft. Die Baukosten der verschobenen Kleinen Wendlinger Kurve wurden mit 57 Millionen DM beziffert, Eingriffe in Natur und Landschaft galten als vergleichsweise gering. Ein zweigleisiger Ausbau sowie der Bau eines Turmbahnhofs („Neckartalbahnhof“) als Übergang zwischen Neubaustrecke und Neckar-Alb-Bahn war darüber hinaus als Option vorgesehen. Die eingleisige Kleine Wendlinger Kurve wurde aufgrund des vorgesehenen Betriebsprogramms, mit bis zu zwei stündlichen Stadtexpress-Zugpaaren und einem zweistündlichen Interregio-Zugpaar, für ausreichend befunden.

#### Planfeststellung
Im Bereich von Wendlingen wurden im Zuge des Konzepts Stuttgart 21 sechs Varianten entwickelt und im Rahmen des Planfeststellungsverfahrens abgewogen:
- Die Variante Kleine Wendlinger Kurve (KWK) sollte zunächst eingleisig noch vor der Neckarquerung abzweigen, den Neckar auf einer circa 260 Meter langen Brücke kreuzen und rund 450 Meter südlich der Bundesautobahn 8 höhengleich in die Strecke Richtung Immendingen einmünden. Mit notwendigen Investitionen von rund 55 Millionen DM galt sie als die wirtschaftlich günstigste Investitionsvariante, die Verschiebung nach Osten war mit Mehrkosten von 2 Millionen DM verbunden. Aus Sicht der Deutschen Bahn sei diese Variante kapazitiv ausreichend, obwohl fahrplantechnische Zwänge durch höhengleiche Einfädelungen vorliegen. Die „übersehbare Verkehrsentwicklung“ sei „auch mit einer Kleinen Wendlinger Kurve durchführbar“.[19]
- Die Variante Große Wendlinger Kurve wäre zweigleisig: Das Gleis Richtung Immendingen würde dabei der Kleinen Wendlinger Kurve entsprechen. Das Gleis der Gegenrichtung würde aus der Strecke Richtung Plochingen abzweigen, über eine Schleife über den Tunnel der Schnellfahrstrecke hinwegführen und zwischen der Neubaustrecke und der Bundesautobahn 8 in das Gleis Ulm–Stuttgart der Neubaustrecke einmünden. Die Mehrkosten gegenüber der Variante Kleine Wendlinger Kurve wurden mit 42 Millionen D-Mark kalkuliert. Nach DB-Angaben sei dies die Variante mit der größten betrieblichen Flexibilität.[19] Dieses zweite Gleis würde südlich des Gleises der Kleinen Wendlinger Kurve aus der Bahnstrecke Plochingen–Immendingen ausfädeln, weitgehend im Tunnel verlaufen und noch im Albvorlandtunnel in das Gleis der Neubaustrecke Richtung Stuttgart einfädeln.[20] Die Große Wendlinger Kurve wäre nach Angaben des Verbands Region Stuttgart auch für eine Verlängerung der S-Bahn Stuttgart ins Neckartal erforderlich.[21] Dabei würde die Große Wendlinger Kurve mit zwei Weichen und einem 320 Meter langen Gleis in offener Linienführung mit der Güterzuganbindung verbunden werden.[22] Eine S-Bahn-Verbindung über die Güterzuganbindung Richtung Kirchheim (Teck) wurde im Januar 2018 als eine von mehreren Varianten für eine S-Bahn-Achse von Böblingen über den Flughafen ins Neckartal zur weiteren Berücksichtigung empfohlen. Die bereits im Regionalverkehrsplan berücksichtigte Variante lasse, bei Investitionskosten von 400 bis 500 Millionen Euro, täglich 5.100 neue Fahrgäste im öffentlichen Verkehr erwarten.[23][24]
- Die Variante Kleine Wendlinger Kurve auf Basis des Turmbahnhofs hatte eine Verschiebung der KWK nach Osten vorgesehen. Damit könnte diese in einen späteren Bahnhof im Neckartal (Turmbahnhof) integriert werden.[19]
- Die Variante Große Wendlinger Kurve auf Basis des Turmbahnhofs sieht vor, einen Turmbahnhof am Kreuzungspunkt von Neubaustrecke und Bahnstrecke Plochingen–Immendingen zu errichten. Die Bahnsteiggleise der Schnellfahrstrecke Wendlingen–Ulm sollten dabei, mit 420 Meter langen Bahnsteigkanten, auf einer Brücke über dem Neckar liegen, westlich des Kreuzungspunkts mit der Bahnstrecke Plochingen–Immendingen. Die darunter liegende Bestandsstrecke sollte im Bahnhofsbereich dreigleisig verlaufen, mit einem Außenbahnsteig für die Fahrtrichtungen Ulm (Neubaustrecke) und Tübingen. Für die Gegenrichtung waren dabei zwei getrennte Gleise mit einem Mittelbahnsteig vorgesehen. Die Bahnsteige an der Bahnstrecke Plochingen–Immendingen sollten dabei nördlich des Kreuzungspunktes liegen. Die Verbindung Plochingen–Kirchheim sollte dabei südlich der Bahnsteige abzweigen und nach Osten einschwenken, um die Neubaustrecke und die A8 in nordöstlicher Richtung zu unterqueren; von diesem Kreuzungspunkt war eine eingleisige, beidseitig höhengleiche Verbindung zur Neubaustrecke Richtung Ulm vorgesehen. Die Verbindung der Neubaustrecke aus Stuttgart Richtung Tübingen sollte dabei östlich des oben liegenden Bahnhofs höhenfrei aus der Neubaustrecke ausfädeln und nach Südosten höhenfrei in die Bestandsstrecke einfädeln.[19]
- Die Variante Wendlinger Kurve mit Streckenbahnhof und eingleisiger Anbindung sah vor, einen Bahnhof unmittelbar östlich der Kreuzung zwischen Neubaustrecke und Bahnstrecke Plochingen–Immendingen in zwei Ebenen zu errichten, parallel zur Neubaustrecke. Der Bahnhof sollte dabei weitgehend in Tunnellage liegen. Züge von und nach Tübingen sollten in nordöstlicher Richtung in einer Schleife zum Bahnhof geführt und dort Richtung Westen eingefädelt werden. Aus dem Ostkopf des Bahnhofs sollte in nordöstlicher Richtung eine Strecke nach Kirchheim/Teck abzweigen. Alle Verzweigungen des Bahnhofs und die Anbindung an die Neubaustrecke waren höhenfrei vorgesehen. Aus dem Westkopf sollte eine Schleife Richtung Wendlingen/Plochingen abzweigen.[19]
- Die Variante Wendlinger Kurve mit Streckenbahnhof und 2gleisiger Anbindung entsprach der vorherigen Variante, sah jedoch eine zweigleisige Anbindung aus dem Ostkopf an die Bahnstrecke Plochingen–Immendingen Richtung Süden vor.[19]

Laut Angaben der Deutschen Bahn war keine ausreichende Nachfrage für einen Bahnhof im Neckartal zu erwarten gewesen. Ein Streckenbahnhof wäre dabei sofort zu realisieren gewesen, ein Turmbahnhof sei dagegen betrieblich günstiger und könnte auch später (ggf. in mehreren Stufen) umgesetzt werden. Für einen Streckenbahnhof wurde (gegenüber dem Turmbahnhof) mit Mehrkosten von 163 Millionen DM gerechnet. Für die gewählte Variante der nach Osten verschobenen Kleinen Wendlinger Kurve hätten darüber hinaus geringere Eingriffe in Natur und Landschaft gesprochen. Bei der Variantenuntersuchung der Neubaustrecke Stuttgart–Wendlingen wurde im Bereich von Wendlingen darüber hinaus als eine von vier Varianten auch ein Tunnel unter dem Neckar erwogen. Die Kleine Wendlinger Kurve wäre dabei in einem mehr als 1000 Meter langen Tunnel zu führen gewesen.
Die Strecke liegt im Planfeststellungsabschnitt 2.1 a/b der Neubaustrecke, der am 26. und 27. Januar 2010 erörtert wurde. Die zur Realisierung anstehende Kleine Wendlinger Kurve verläuft eingleisig und höhengleich. Kritiker bemängeln die eingleisige und höhengleiche Gestaltung der Strecke, die Konflikte bei der Fahrplangestaltung nach sich ziehen könne. Der Planfeststellungsbeschluss für den Planfeststellungsabschnitt 2.1 a/b erging am 23. März 2015. Er ist seit 1. Juni 2015 rechtskräftig.

#### Stresstest
Die lediglich eingleisige Kurve war bei Land, dem Stresstest-Auditor SMA + Partner sowie innerhalb der Deutschen Bahn AG umstritten. Ein zweigleisiger Ausbau der Kleinen Wendlinger Kurve wird in der Planung berücksichtigt, die Realisierung sei jedoch mit „hohen Kosten“ verbunden. Der mit der Schlichtung des Projekts Stuttgart 21 betraute Heiner Geißler schlug in seinem Schlichterspruch am 30. November 2010 vor, die Kurve zweigleisig und kreuzungsfrei vorzusehen, soweit die Ergebnisse der Betriebssimulation dies als notwendig erachte. In der Betriebssimulation „Stresstest“ wurde die Kurve zweigleisig berücksichtigt, das zweite Gleis jedoch nicht aktiviert. Zwischen 7 und 8 Uhr waren dabei je Stunde und Richtung zwei Regionalzüge auf der Kurve vorgesehen. Ein drittes, vom Land gefordertes Zugpaar konnte mit der eingleisigen Kurve zunächst nicht mehr konstruiert werden.
In einem „finalen Simulationslauf“ wurde je Stunde und Richtung ein weiterer Zug von und nach Nürtingen unterstellt. Der zusätzliche Zug nach Nürtingen wurde durch Verlängerung eines zuvor in Stuttgart endenden Zuges gebildet und hat einen einminütigen Betriebshalt auf der Wendlinger Kurve. Der zusätzliche Zug Richtung Stuttgart ersetzte einen zuvor vorgesehenen Zug aus Ulm. Im Ergebnis wurde eine zweigleisig und kreuzungsfrei angebundene Wendlinger Kurve zunächst als nicht notwendig erachtet. Laut Angaben der Deutschen Bahn konnte der im Stuttgart-21-Finanzierungsvertrag von 2009 vereinbarte verkehrliche Bedarf mit der Kleinen Wendlinger Kurve erfüllt werden. Die Überleitung von der Kleinen Wendlinger Kurve ins Streckengleis nach Stuttgart war in der ursprünglichen Planung im Bereich einer Brücke vorgesehen und soll nunmehr (Stand: 2017) Richtung Stuttgart verschoben werden. Daraus ergab sich eine noch längere Belegung des Streckengleises von Stuttgart nach Ulm für diese Züge.

#### Planänderung
Im Rahmen der 5. Planänderung im Planfeststellungsabschnitt 2.1 a/b sollten Entwässerung und Bauwerke der Kurve „optimiert“ werden. Unter anderem war geplant, das Gleis näher an Wohnbebauung heranzurücken.

#### Ausbau mit der Großen Wendlinger Kurve
Im Herbst 2015 wurde erneut ein zweigleisiger Ausbau, oder zumindest dessen Vorbereitung, diskutiert. Unter anderem wurde auf eine ab Ende 2028 von DB Fernverkehr geplante Intercity-Linie von Bamberg über Stuttgart nach Tübingen verwiesen, die eventuell über die Wendlinger Kurve geführt werden soll.
Eine Engpass-Analyse im Rahmen der im Frühjahr 2015 vorgelegten Machbarkeitsstudie des Bundes zum Deutschland-Takt sah in der Kleinen Wendlinger Kurve einen Engpass, da der Begegnungsabschnitt des Schienenpersonennahverkehrs (bei unterstelltem Betriebsprogramm mit Schienenpersonenfernverkehr) auf der Kurve liegt. Das im Oktober 2018 vorgestellte Deutschland-Takt-Konzept erfordert ebenfalls die zweigleisige Wendlinger Kurve. Das Ministerium für Verkehr Baden-Württemberg erwartete von der Großen Wendlinger Kurve Vorteile bei der zukünftigen Angebotsplanung. Unter anderem würden damit die Chancen für einen Regional-Express-Halt in Metzingen sowie einen Metropolexpress-Halt in Oberboihingen steigen. Der Verband Region Stuttgart erwog ferner, S-Bahnen über die Kurve zu führen, um über die Schnellfahrstrecke einen S-Bahn-Ringschluss zwischen den Fildern und dem Neckartal zu erhalten.
Laut Enak Ferlemann, Staatssekretär im Bundesverkehrsministerium, sollte der zweigleisige Ausbau des Abzweigs Neckartal, wie alle Vorschläge zum Deutschland-Takt, in das zweistufige Bewertungsverfahren für den Bundesverkehrswegeplan 2030 aufgenommen werden. Ein Antrag, die Große Wendlinger Kurve in den Bundesverkehrswegeplan 2030 aufzunehmen, wurde im Verkehrsausschuss des Bundestages Ende November 2016 von der CDU-SPD-Regierungskoalition ohne Begründung abgelehnt. Landesverkehrsminister Winfried Hermann kritisierte, dass der Ausbau der Kurve nicht in das Bundesschienenwegeausbaugesetz mit aufgenommen wurde.
Die Wendlinger Kurve war im Bundesschienenwegeausbaugesetz des Bundesverkehrswegeplans 2030 nicht enthalten.
Eine 2017 vorgelegte Machbarkeitsstudie gliedert sich in zwei Stufen. Am 15. Juli 2016 wurden zunächst die im Rahmen der ersten Stufe zu untersuchenden Varianten festgelegt. In einer (zunächst noch nicht beauftragten) zweiten Stufe sollte eine Vorzugslösung untersucht werden, einschließlich eines möglichen Bauablaufs und einer groben Schätzung der Kosten sowie die Auswirkungen einer späteren Realisierung. Es wurden sieben Varianten entwickelt, wovon zwei zur Umsetzung empfohlen wurden. Dabei wurde eine Entwurfsgeschwindigkeit von 80 km/h und eine maximale Längsneigung von 25 Promille zu Grunde gelegt:
| Variante Nr. (fett: empfohlene Varianten) | Titel                                                                       | Streckenlänge (km) | Streckenlänge Tunnel (km, ca.) | Entwurfsgeschwindigkeit (km/h) | Merkmale | Kosten (Mio. €, ca.) |
| ----------------------------------------- | --------------------------------------------------------------------------- | ------------------ | ------------------------------ | ------------------------------ | --- | -------------------- |
| 1                                         | „Ausfädelung vor Neckartalbahn“                                             | 1,68               | 0,755                          | 80                             | Nahezu paralleler Verlauf zur KWK und Bahnstrecke Plochingen–Immendingen                                                                                    | 76,7                 |
| 2                                         | „Ausfädelung vor Neckarbrücke“                                              | 2,05               | 0,755                          | 80                             | Wie 1, jedoch Ausfädelung westlich der Neckartalbrücke | (nicht bekannt)      |
| 3a                                        | „Ausfädelung nach Neckartalbahn, Unterquerung NBS“                          | 1,60               | 0,835                          | 80                             | Ausfädelung östlich der Brücke der Bahnstrecke Plochingen–Immendingen                                                                                       | (nicht bekannt)      |
| 3b                                        | „Ausfädelung nach Neckartalbahn, Unterquerung NBS, Trassierung für 70 km/h“ | 1,64               | 0,815                          | 70                             | Wie 3a, jedoch mit geringerer Entwurfsgeschwindigkeit und damit geringerem Mindestradius (232 statt 275 m), Einfädelung in Oberboihingen ähnlich Variante 1 | 74,7                 |
| 4                                         | „Ausfädelung nach Neckartalbahn, niveaugleich“                              | 1,27               | 0,710                          | 80                             | ähnlich Variante 3a, jedoch mit höhengleicher Kreuzung der Neubaustrecke                                                                                    | (nicht bekannt)      |
| 5                                         | „Ausfädelung nach Neckartalbahn, Überquerung NBS“                           | 2,02               | 0,765                          | 80                             | oberirdische Überquerung des Albvorlandtunnels, statische Prüfung des Albvorlandtunnels sowie Abriss vieler Häuser notwendig                                | (nicht bekannt)      |
| 6                                         | „Ausfädelung im Albvorlandtunnel, Umfahrung von Oberboihingen“              | 5,18               | 3,8                            | 130                            | Ausfädelung aus Albvorlandtunnel, mit östlicher Umfahrung von Oberboihingen, zweiter Tunnel und Brücke erforderlich                                         | 230,2                |

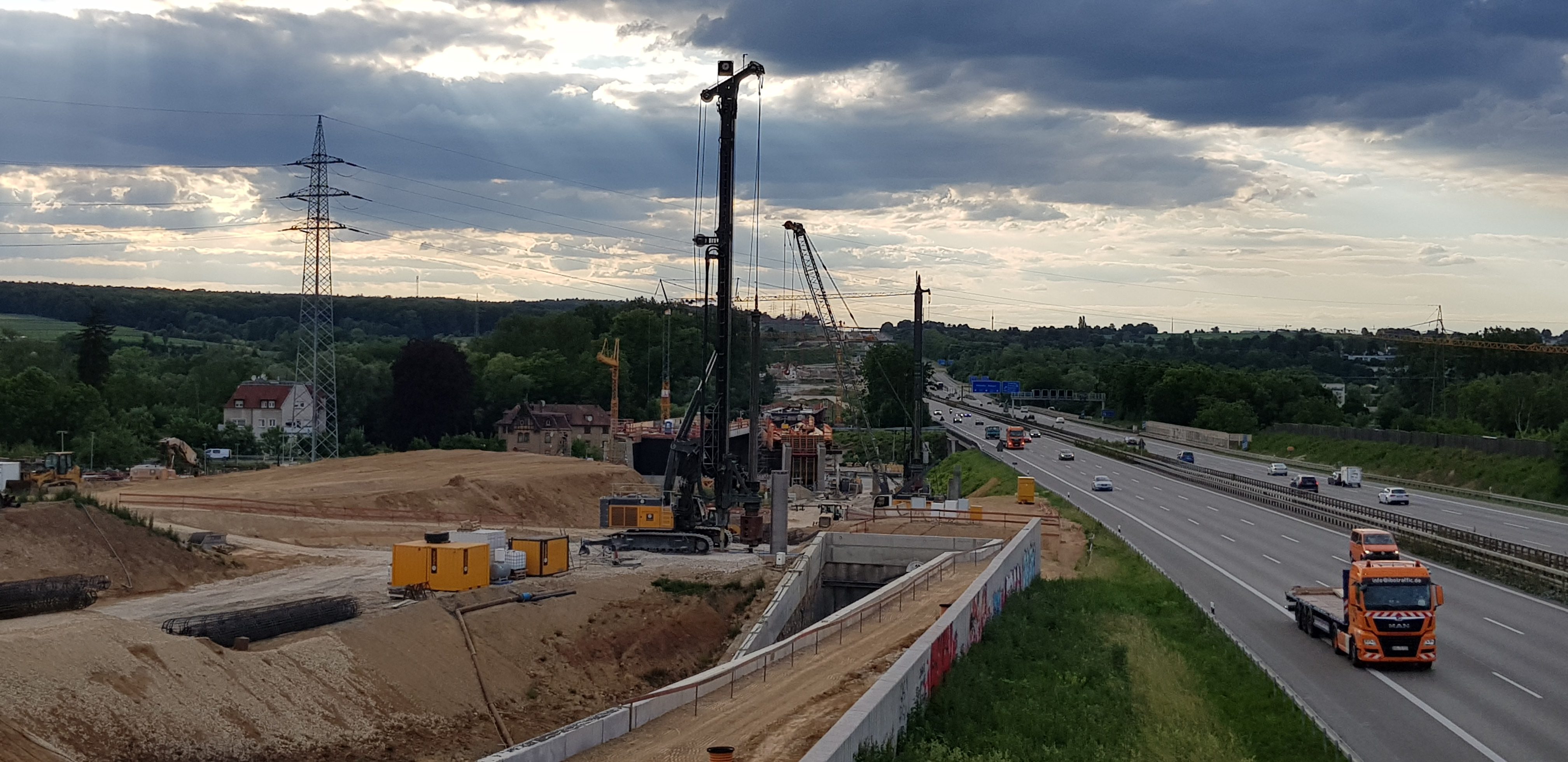
Die Große Wendlinger Kurve fädelt, Richtung Stuttgart, unmittelbar vor der Neckarbrücke ein. Die zugehörige Brücke (im Bild rechts des Bohrgeräts) war im Mai 2020 im Bau.

Mehrere Varianten wurden aufgrund erheblicher Eingriffe in Wohnbebauung oder Schutzgebiete verworfen. Bei der Vorzugsvariante muss in Oberboihingen eine Tiefgarage, die von drei angrenzenden Hochhäusern genutzt wird, abgerissen und durch ein Parkhaus ersetzt werden.
Die erwarteten Kosten für das zweite Gleis wurden im Mai 2017 mit etwa 75 Millionen Euro angegeben. Etwa 25 bis 30 Millionen Euro entfielen dabei auf notwendige Bauvorleistungen. Diese müssten zügig realisiert werden, um eine Verzögerung bei der Inbetriebnahme der Neubaustrecke zu vermeiden. Das Land und die Deutsche Bahn vereinbarten, Finanzierungsmöglichkeiten zu prüfen. Erwogen wurde, noch vor der Sommerpause 2017 einen Nachtrag zum Bundesverkehrswegeplan zu beschließen. (Stand: April 2017) Bei einer ebenfalls erwogenen Finanzierung nach Gemeindeverkehrsfinanzierungsgesetz (GVFG) sollten Land und Kommunen jeweils 20 Prozent übernehmen. Das Land zeigte sich Mitte 2017 bereit, seinen Anteil zu tragen, der Bund lehne jedoch die Finanzierung seines 60-Prozent-Anteils zunächst ab. Die von Landesverkehrsminister Winfried Hermann zunächst mit 80 Millionen Euro bezifferten Kosten wurden nach eingehender Untersuchung auf 75 Millionen Euro gesenkt. Nach Auffassung des Bundesverkehrsministeriums (Staatssekretär Michael Odenwald) von Mitte 2017 sei angesichts dieser Kosten ein positives Nutzen-Kosten-Verhältnis und eine Aufnahme in den Vordringlichen Bedarf des Bundesverkehrswegeplans unwahrscheinlich. Es gebe ferner keine fahrplanmäßigen Engpässe. Aufgrund des „vermutlich nicht vorhandenen verkehrlichen Bedarfs“ könnten auch keine Kosten für etwaige Vorsorgemaßnahmen finanziert werden. Ferner sehe der Bund das Land in der Pflicht, da die Maßnahme vorrangig dem Schienenpersonennahverkehr diene. Denkbar sei eine Förderung im Rahmen des GVFG, mit dem der Nutzen die Kosten übersteige. Der Bund sei bereit, die Notwendigkeit der Großen Wendlinger Kurve für den Nahverkehr darlegen zu lassen.
Zwischen dem Bund und dem Land bestand Mitte 2018 eine grundsätzliche Einigung über die Finanzierung, eine Finanzierungsvereinbarung stand jedoch noch aus. Der Verband Region Stuttgart (VRS) signalisierte Anfang 2019 Bereitschaft, sich mit maximal 12,5 Millionen Euro an der Finanzierung der Großen Wendlinger Kurve zu beteiligen, soweit sich die Region Neckar-Alb in gleicher Weise beteiligt. Der Finanzierungsbeitrag des VRS ist wiederum seitens des Landes Fördervoraussetzung für die Förderung der Neubeschaffung von S-Bahn-Fahrzeugen. Der VRS hatte einen Finanzierungsbeitrag für die Große Wendlinger Kurve angeboten, weil er sich Vorteile für eine S-Bahn-Linie zwischen den Fildern und dem Neckartal erhofft.
Verkehrsminister Hermann kündigte am 7. September 2017 an, die Planung der Großen Wendlinger Kurve in Auftrag zu geben. Das Land ging dabei mit einer Million Euro in Vorleistung. Der Planungsauftrag für Vor-, Entwurfs- und Genehmigungsplanung wurde am 22. Dezember 2017 erteilt. Ein Teilstück an der Neubaustrecke soll im Rahmen einer Planänderung zur bestehenden Planfeststellung realisiert werden, die übrige Teil im Rahmen eines Planfeststellungsverfahrens. Um Vorarbeiten für die Große Wendlinger Kurve im Rahmen der laufenden Bauarbeiten noch mit berücksichtigen zu können, sei laut Angaben der Deutschen Bahn eine Umsetzungsentscheidung im Laufe des Jahres 2018 notwendig. An einer Bürgerinformationsveranstaltung im Juli 2018 nahmen mehr als 300 Menschen teil. Die Realisierung sollte in zwei Stufen erfolgen. Zunächst sollten Vorarbeiten im Bereich der Neubaustrecke erfolgen. Der Rest, mit der Einbindung in Oberboihingen, soll im Anschluss daran gebaut werden. Die Vorarbeiten waren Gegenstand der 7. Planänderung im Planfeststellungsabschnitt 2.1 a/b, die am 13. Juli 2018 beantragt wurde. Die Genehmigung wurde am 16. April 2019 erteilt. Mit der Einleitung des Planfeststellungsverfahrens für die zweite Stufe wird Ende 2019/Anfang 2020 gerechnet. Auf Kritik stieß im Februar 2022 eine Entscheidung des Regierungspräsidiums Stuttgart, auf die Erwiderungen der Deutschen Bahn zu vorigen Einwendungen lediglich online antworten zu können. Im März 2023 erging der Planänderungsbeschluss zur weiteren Großen Wendlinger Kurve als 11. Planänderung im Planfeststellungsabschnitt 2.1 a/b.
Ferner wurde eine spätere Anbindung von Kirchheim im Zuge der Großen Wendlinger Kurve baulich offengehalten. Dafür wurde eine Weichentragplatte in der Festen Fahrbahn vorgesehen. Am 3. Mai 2019 wurde der Finanzierungsvertrag durch Landesverkehrsminister Hermann und DB-Infrastrukturvorstand Ronald Pofalla unterzeichnet. Es war ursprünglich geplant, das zweite Gleis im Dezember 2025 in Betrieb zu nehmen, zeitgleich mit der Eröffnung von Stuttgart 21. Laut Angaben der Deutschen Bahn sei die Finanzierung der Großen Wendlinger Kurve nicht Bestandteil des Bahnprojekts Stuttgart–Ulm. 2011 waren deren Kosten teils mit 50 Millionen, teils mit 70 Millionen Euro angegeben worden.

### Ausschreibungen und Vergaben
Die Planung und der Bau der Kleinen Wendlinger Kurve wurde, als Teil des Los' 2 des Planfeststellungsabschnitts 2.1, am 13. Februar 2015 europaweit ausgeschrieben. Die Angebotsfrist sollte dabei bis 20. März 2015 laufen. Der Auftrag für den Bau des Albvorlandtunnels, der auch den Bau der Güterzuganbindung und der Kleinen Wendlinger Kurve umfasst, wurde am 18. Dezember 2015 für rund 380 Millionen Euro an Implenia vergeben. An dem Teilnahmewettbewerb zur europaweiten Ausschreibung hatten sich acht Bieter beteiligt. Die Bauleistungen für den 662 m langen Tunnel der Großen Wendlinger Kurve wurden im April 2022 ausgeschrieben. Wie im Oktober 2022, erhielt eine Arbeitsgemeinschaft von Züblin und Max Bögl den auf rund 40 Millionen Euro dotierten Auftrag. Neben dem Tunnel sind darin auch ca. 350 m offene Linienführung enthalten. Im August 2022 wurde der Neubau des Parkhauses in Oberboihingen ausgeschrieben und im April 2023 vergeben.

### Bau

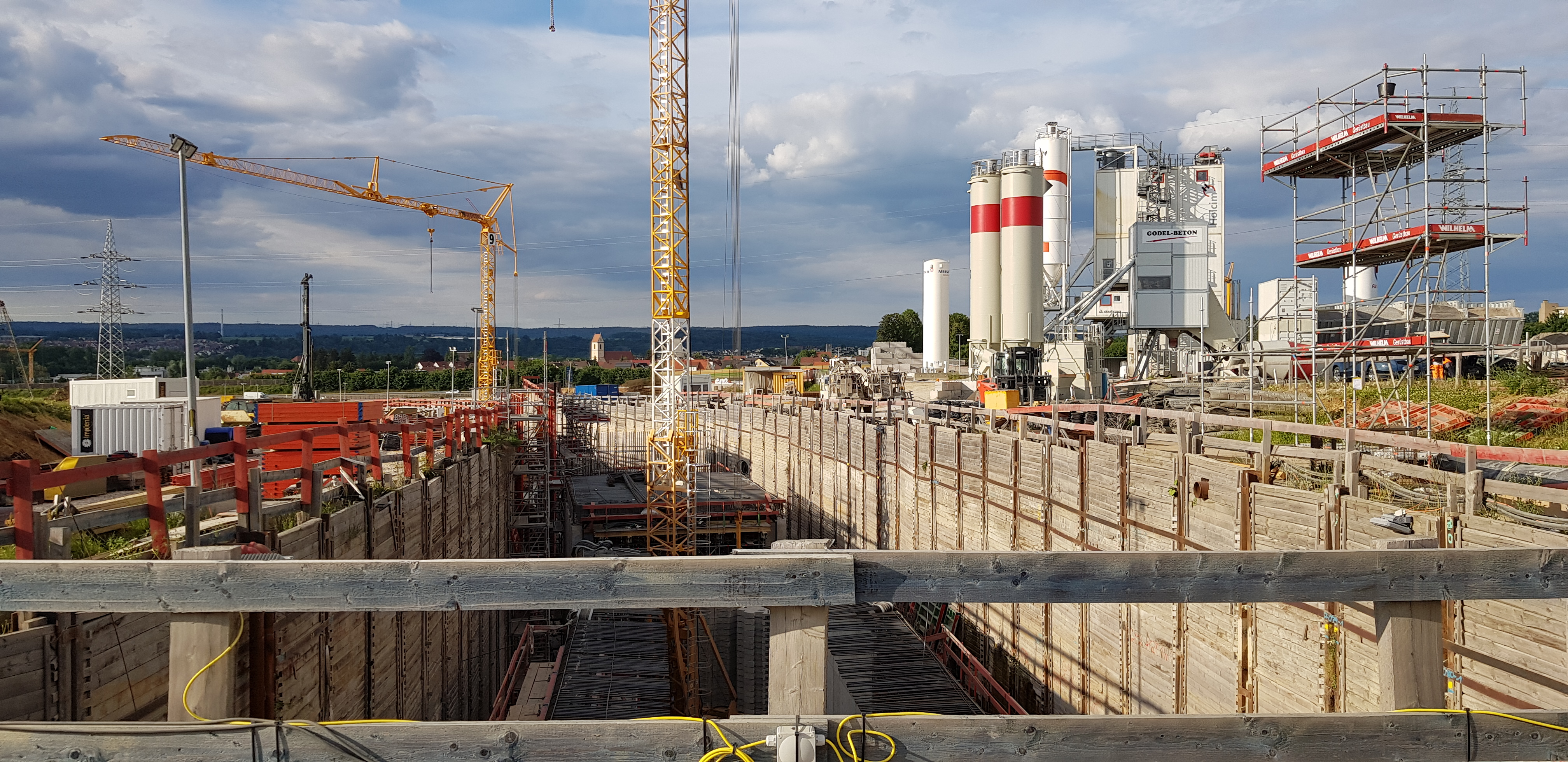
Bauarbeiten am Tunnel der Kleinen Wendlinger Kurve und dem nördlich vorgelagerten Trog (Mai 2020)

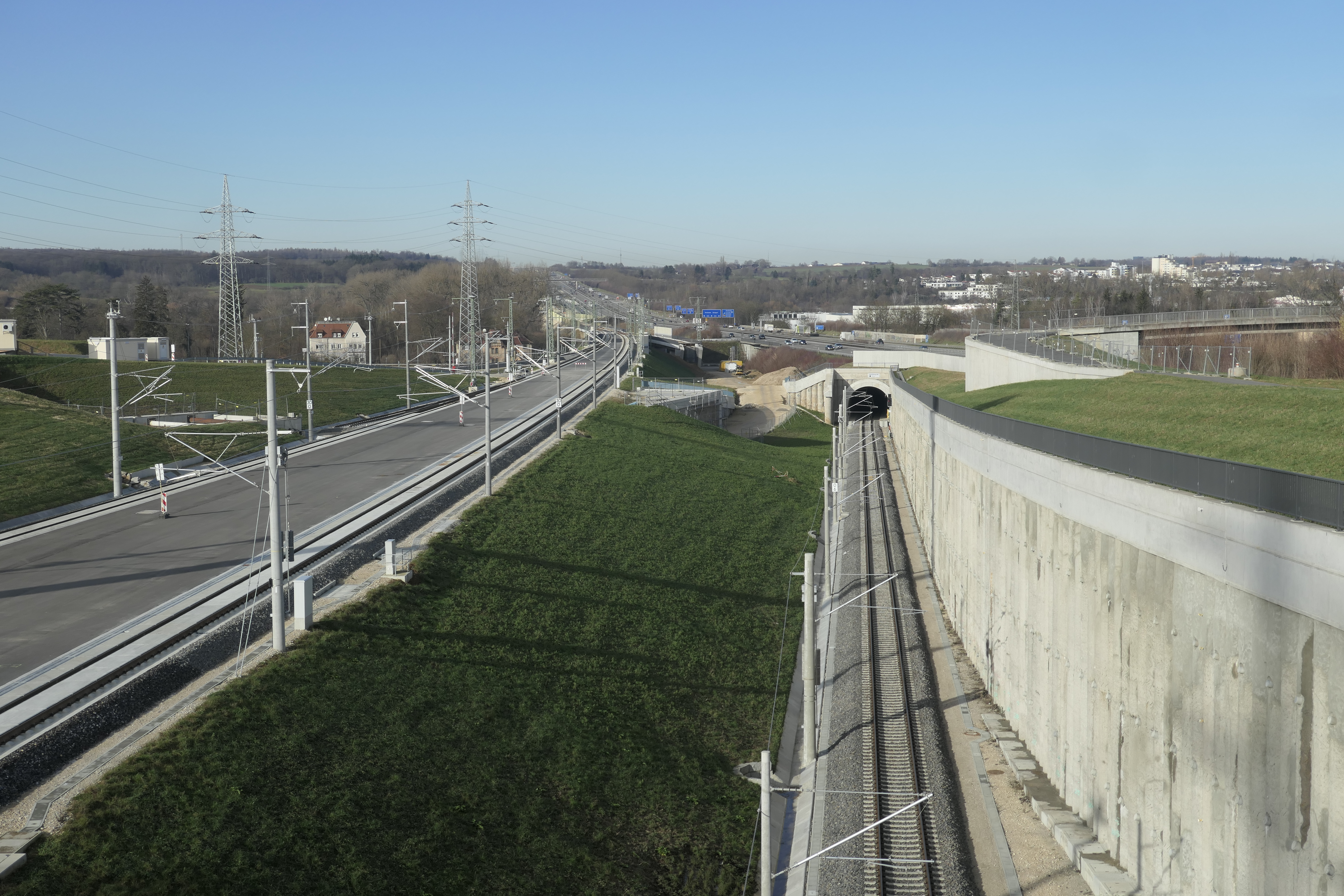
Einfädelung der Wendlinger Kurve in die Schnellfahrstrecke, rechts die Güterzuganbindung (Januar 2023)

Im Januar 2016 begannen die Baumaßnahmen mit Rodungsarbeiten entlang der Bestandsstrecke. Im Zuge der Bauarbeiten sollte unter anderem die Landesstraße L 1250 auf einer Länge von etwa 800 Metern auf die Westseite der Bahnstrecke Plochingen–Immendingen verlegt werden. Der Tunnel der Wendlinger Kurve sollte auf einer Länge von 384 Meter bergmännisch hergestellt werden. Am Nord- und Südportal waren jeweils 55 Meter in offener Bauweise vorgesehen. Der Tunnelvortrieb ist abgeschlossen. 2018 liefen Bauarbeiten am Voreinschnitt.
Die Einbindung der Kleinen Wendlinger Kurve in die Neckar-Alb-Bahn wurde um 2016/2017 hergestellt. In diesem Zusammenhang wurde die Signalisierung bis Nürtingen umgebaut, Signale ergänzt und verschoben. Am 30. März 2023 wurde mit dem Bau des Tunnels der Großen Wendlinger Kurve begonnen. Am 20. Februar 2024 wurde der Durchschlag des 660 m langen in bergmännischer Bauweise hergestellten Abschnitts gefeiert. Im September und Oktober 2025 soll die Große Wendlinger Kurve in das Bestandsnetz eingebunden werden. Beide Kurven sollen ab Juli 2026 mit aktiver Leit- und Sicherungstechnik befahren werden können. Die feierliche, kommerzielle Eröffnung ist, als Teil von Stuttgart 21, für Dezember 2026 geplant.

### Betrieb
Das Betriebskonzept (Stand: Juli 2010) sieht zwei Züge (jeweils der Linie Stuttgart–Tübingen, über Stuttgart-Flughafen und Nürtingen) pro Stunde und Richtung vor. Über die Bestandsstrecke (Plochingen) sind zwei weitere Züge zwischen Stuttgart und Tübingen vorgesehen. Eine 2013 vorgelegte Verkehrsprognose, der im Regionalverkehr die Fahrplankonzeption 2020 des Landes zu Grunde lag, erwartete für das Jahr 2025 eine Verkehrsbelastung mit 7300 Reisenden pro Tag (Summe beider Richtungen). Nach einer 2018 vorgelegten Prognose werden 15.100 Fahrgäste pro Tag erwartet.

## Finanzierung
Der Bund beteiligt sich nach dem Gemeindeverkehrsfinanzierungsgesetz an der Finanzierung der Kleinen Wendlinger Kurve. Die Große Wendlinger Kurve wird zunächst vollständig durch das Land Baden-Württemberg finanziert. Im Gegenzug wird das Bundesverkehrsministerium das Land über die Indexierung der Nahverkehrsanteile des Bundes nach dem GVFG bei der Finanzierung von Stuttgart 21 finanziell entlasten. Das Land hat wiederum zugesagt, diese Entlastung – voraussichtlich rund 55 Millionen Euro – für die Finanzierung der Großen Wendlinger Kurve zu verwenden. Es erwartet, dass sich der VRS sowie die Region Neckar-Alb mit jeweils einem Viertel an der Finanzierung des verbliebenen Landesanteils von voraussichtlich 45 Millionen Euro beteiligen, wobei der kommunale Anteil bei jeweils 12,5 Millionen Euro gedeckelt werden soll. Die Vergabesumme des Tunnels der Großen Wendlinger Kurve wurde im März 2023 mit rund 40 Millionen Euro beziffert.

## Kritik
Kritiker bemängeln die niedrige Höchstgeschwindigkeit, die eine Schwungfahrt aus dem Neckartal in Richtung Filderebene verhindere. Durch Halt zeigende Signale könne es Richtung Stuttgart zu erheblichen Fahrzeitverlängerungen kommen.

## Technik
Die Kleine Wendlinger Kurve soll weitgehend mit ETCS Level 2 ausgerüstet werden (Stand: Oktober 2019). Einstiegs-, Ausstiegs- und Zufahrtsicherungssignal sollen dabei auf der Kurve angeordnet werden. Der Strecke ist dabei Teil des Stell- und RBC-Bereichs Fernbahn, das von einem in Waiblingen entstehenden Bedien- und Technikstandort (mit Digitalem Stellwerk) gesteuert werden soll.